# Skilanglauf-Eastern-Europe-Cup 2011/12
Der Skilanglauf-Eastern-Europe-Cup 2011/12 war eine von der FIS organisierte Wettkampfserie, die zum Unterbau des Skilanglauf-Weltcups 2011/12 gehörte. Sie begann am 20. November 2011 in Werschina Tjoi und endete am 27. Dezember 2011 in Krasnogorsk. Die Gesamtwertung der Männer gewann Gleb Retiwych; bei den Frauen war Jelena Soboljowa erfolgreich.

## Männer

### Resultate
| 1. Eastern-Europe-Cup in Werschina Tjoi, 20. bis 24. November 2011 | 1. Eastern-Europe-Cup in Werschina Tjoi, 20. bis 24. November 2011 | 1. Eastern-Europe-Cup in Werschina Tjoi, 20. bis 24. November 2011 | 1. Eastern-Europe-Cup in Werschina Tjoi, 20. bis 24. November 2011 | 1. Eastern-Europe-Cup in Werschina Tjoi, 20. bis 24. November 2011 |
| ------------------------------------------------------------------ | ------------------------------------------------------------------ | ------------------------------------------------------------------ | ------------------------------------------------------------------ | ------------------------------------------------------------------ |
| Datum                                                              | Disziplin                                                          | Erster Platz                                                       | Zweiter Platz                                                      | Dritter Platz                                                      |
| 20. November 2011                                                  | 10 km klassisch                                                    | Raul Schakirsjanow                                                 | Stanislaw Wolschenzew                                              | Sergei Schirjajew                                                  |
| 21. November 2011                                                  | Sprint klassisch                                                   | Gleb Retiwych                                                      | Sergei Ustjugow                                                    | Radik Gaziev                                                       |
| 23. November 2011                                                  | Sprint Freistil                                                    | Gleb Retiwych                                                      | Sergei Ustjugow                                                    | Radik Gaziev                                                       |
| 24. November 2011                                                  | 15 km Freistil                                                     | Sergei Schirjajew                                                  | Artem Norin                                                        | Alexander Utkin                                                    |

| 2. Eastern-Europe-Cup in Krasnogorsk, 23. bis 27. Dezember 2011 | 2. Eastern-Europe-Cup in Krasnogorsk, 23. bis 27. Dezember 2011 | 2. Eastern-Europe-Cup in Krasnogorsk, 23. bis 27. Dezember 2011 | 2. Eastern-Europe-Cup in Krasnogorsk, 23. bis 27. Dezember 2011 | 2. Eastern-Europe-Cup in Krasnogorsk, 23. bis 27. Dezember 2011 |
| --------------------------------------------------------------- | --------------------------------------------------------------- | --------------------------------------------------------------- | --------------------------------------------------------------- | --------------------------------------------------------------- |
| Datum                                                           | Disziplin                                                       | Erster Platz                                                    | Zweiter Platz                                                   | Dritter Platz                                                   |
| 23. Dezember 2011                                               | Sprint Freistil                                                 | Gleb Retiwych                                                   | Stanislav Bogdanov                                              | Andrei Parfjonow                                                |
| 24. Dezember 2011                                               | Sprint klassisch                                                | Nikita Krjukow                                                  | Alexander Panschinski                                           | Igor Ussatschow                                                 |
| 26. Dezember 2011                                               | 15 km Freistil                                                  | Alexander Utkin                                                 | Stanislaw Wolschenzew                                           | Sergei Schirjajew                                               |
| 27. Dezember 2011                                               | 15 km klassisch                                                 | Konstantin Glawatskich                                          | Stanislaw Wolschenzew                                           | Alexander Utkin                                                 |

| 3. Eastern-Europe-Cup in Charkiw, 20. bis 22. Januar 2012 | 3. Eastern-Europe-Cup in Charkiw, 20. bis 22. Januar 2012 | 3. Eastern-Europe-Cup in Charkiw, 20. bis 22. Januar 2012 | 3. Eastern-Europe-Cup in Charkiw, 20. bis 22. Januar 2012 | 3. Eastern-Europe-Cup in Charkiw, 20. bis 22. Januar 2012 |
| --------------------------------------------------------- | --------------------------------------------------------- | --------------------------------------------------------- | --------------------------------------------------------- | --------------------------------------------------------- |
| Datum                                                     | Disziplin                                                 | Erster Platz                                              | Zweiter Platz                                             | Dritter Platz                                             |
| 20. Januar 2012                                           | 15 km klassisch                                           | Wettkampf abgesagt                                        | Wettkampf abgesagt                                        | Wettkampf abgesagt                                        |
| 21. Januar 2012                                           | Sprint klassisch                                          | Wettkampf abgesagt                                        | Wettkampf abgesagt                                        | Wettkampf abgesagt                                        |
| 22. Januar 2012                                           | Sprint Freistil                                           | Wettkampf abgesagt                                        | Wettkampf abgesagt                                        | Wettkampf abgesagt                                        |

### Gesamtwertung Männer
| Rang | Name                   | Punkte |
| ---- | ---------------------- | ------ |
| 1.   | Gleb Retiwych          | 340    |
| 2.   | Stanislaw Wolschenzew  | 314    |
| 3.   | Sergei Schirjajew      | 260    |
| 4.   | Alexander Utkin        | 256    |
| 5.   | Konstantin Glawatskich | 215    |
| 6.   | Raul Schakirsjanow     | 207    |
| 7.   | Sergei Ustjugow        | 197    |
| 8.   | Jewgeni Dementjewv     | 182    |
| 9.   | Igor Ussatschow        | 172    |
| 10.  | Radik Gaziev           | 154    |

| Rang | Name                  | Punkte |
| ---- | --------------------- | ------ |
| 11.  | Artem Norin           | 137    |
| 12.  | Alexander Panschinski | 120    |
| 13.  | Andrei Parfjonow      | 105    |
| 14.  | Stanislav Bogdanov    | 102    |
| 14.  | Nikolay Bolotov       | 102    |
| 16.  | Nikita Krjukow        | 100    |
| 16.  | Sergei Nowikow        | 100    |
| 18.  | Jegor Sorin           | 98     |
| 19.  | Ildar Fayzullov       | 96     |
| 20.  | Iwan Alypow           | 93     |

| Rang | Name                | Punkte |
| ---- | ------------------- | ------ |
| 21.  | Andrei Larkow       | 88     |
| 22.  | Evgeniy Lukjanov    | 86     |
| 23.  | Alexander Kuznetsov | 85     |
| 24.  | Pawel Sjulatow      | 81     |
| 25.  | Wladislaw Skobelew  | 78     |
| 25.  | Alexey Soloviev     | 78     |
| 27.  | Andrey Feller       | 71     |
| 28.  | Anton Gafarow       | 65     |
| 29.  | Anton Shatagin      | 61     |
| 29.  | Pavel Vikulin       | 61     |

## Frauen

### Resultate
| 1. Eastern-Europe-Cup in Werschina Tjoi, 20. bis 24. November 2011 | 1. Eastern-Europe-Cup in Werschina Tjoi, 20. bis 24. November 2011 | 1. Eastern-Europe-Cup in Werschina Tjoi, 20. bis 24. November 2011 | 1. Eastern-Europe-Cup in Werschina Tjoi, 20. bis 24. November 2011 | 1. Eastern-Europe-Cup in Werschina Tjoi, 20. bis 24. November 2011 |
| ------------------------------------------------------------------ | ------------------------------------------------------------------ | ------------------------------------------------------------------ | ------------------------------------------------------------------ | ------------------------------------------------------------------ |
| Datum                                                              | Disziplin                                                          | Erster Platz                                                       | Zweiter Platz                                                      | Dritter Platz                                                      |
| 20. November 2011                                                  | 5 km klassisch                                                     | Olga Rotschewa                                                     | Jewgenija Schapowalowa                                             | Julija Tichonowa                                                   |
| 21. November 2011                                                  | Sprint klassisch                                                   | Jelena Soboljowa                                                   | Jewgenija Schapowalowa                                             | Darja Godowanitschenko                                             |
| 23. November 2011                                                  | Sprint Freistil                                                    | Jelena Soboljowa                                                   | Jewgenija Schapowalowa                                             | Jewgenija Oschtschepkowa                                           |
| 24. November 2011                                                  | 10 km Freistil                                                     | Larissa Schaidurowa                                                | Olga Rotschewa                                                     | Olga Michailowa                                                    |

| 2. Eastern-Europe-Cup in Krasnogorsk, 23. bis 27. Dezember 2011 | 2. Eastern-Europe-Cup in Krasnogorsk, 23. bis 27. Dezember 2011 | 2. Eastern-Europe-Cup in Krasnogorsk, 23. bis 27. Dezember 2011 | 2. Eastern-Europe-Cup in Krasnogorsk, 23. bis 27. Dezember 2011 | 2. Eastern-Europe-Cup in Krasnogorsk, 23. bis 27. Dezember 2011 |
| --------------------------------------------------------------- | --------------------------------------------------------------- | --------------------------------------------------------------- | --------------------------------------------------------------- | --------------------------------------------------------------- |
| Datum                                                           | Disziplin                                                       | Erster Platz                                                    | Zweiter Platz                                                   | Dritter Platz                                                   |
| 23. Dezember 2011                                               | Sprint Freistil                                                 | Jelena Soboljowa                                                | Oxana Ussatowa                                                  | Darja Godowanitschenko                                          |
| 24. Dezember 2011                                               | Sprint klassisch                                                | Natalja Matwejewa                                               | Natalja Korosteljowa                                            | Jelena Soboljowa                                                |
| 26. Dezember 2011                                               | 10 km Freistil                                                  | Olga Michailowa                                                 | Walentina Nowikowa                                              | Natalja Sjatikowa                                               |
| 27. Dezember 2011                                               | 10 km klassisch                                                 | Olga Rotschewa                                                  | Svetlana Bochkareva                                             | Viktoria Melina                                                 |

| 3. Eastern-Europe-Cup in Charkiw, 20. bis 22. Januar 2012 | 3. Eastern-Europe-Cup in Charkiw, 20. bis 22. Januar 2012 | 3. Eastern-Europe-Cup in Charkiw, 20. bis 22. Januar 2012 | 3. Eastern-Europe-Cup in Charkiw, 20. bis 22. Januar 2012 | 3. Eastern-Europe-Cup in Charkiw, 20. bis 22. Januar 2012 |
| --------------------------------------------------------- | --------------------------------------------------------- | --------------------------------------------------------- | --------------------------------------------------------- | --------------------------------------------------------- |
| Datum                                                     | Disziplin                                                 | Erster Platz                                              | Zweiter Platz                                             | Dritter Platz                                             |
| 20. Januar 2012                                           | 10 km klassisch                                           | Wettkampf abgesagt                                        | Wettkampf abgesagt                                        | Wettkampf abgesagt                                        |
| 21. Januar 2012                                           | Sprint klassisch                                          | Wettkampf abgesagt                                        | Wettkampf abgesagt                                        | Wettkampf abgesagt                                        |
| 22. Januar 2012                                           | Sprint Freistil                                           | Wettkampf abgesagt                                        | Wettkampf abgesagt                                        | Wettkampf abgesagt                                        |

### Gesamtwertung Frauen
| Rang | Name                     | Punkte |
| ---- | ------------------------ | ------ |
| 1.   | Jelena Soboljowa         | 471    |
| 2.   | Olga Rotschewa           | 349    |
| 3.   | Jewgenija Schapowalowa   | 335    |
| 4.   | Olga Michailowa          | 279    |
| 5.   | Oxana Ussatowa           | 256    |
| 6.   | Jewgenija Oschtschepkowa | 206    |
| 7.   | Julija Tichonowa         | 186    |
| 8.   | Darja Godowanitschenko   | 183    |
| 9.   | Viktoria Melina          | 158    |
| 10.  | Jekatarina Woronzowa     | 148    |

| Rang | Name                 | Punkte |
| ---- | -------------------- | ------ |
| 11.  | Larissa Schaidurowa  | 140    |
| 12.  | Natalja Sjatikowa    | 125    |
| 13.  | Alissa Schambalowa   | 117    |
| 14.  | Vikoria Kuramshina   | 108    |
| 15.  | Walentina Nowikowa   | 105    |
| 16.  | Natalja Matwejewa    | 100    |
| 17.  | Olga Parfinenko      | 96     |
| 18.  | Svetlana Bochkareva  | 95     |
| 18.  | Anna Netschajewskaja | 95     |
| 18.  | Elena Serokhvostova  | 95     |

| Rang | Name                 | Punkte |
| ---- | -------------------- | ------ |
| 21.  | Ekaterina Chuikova   | 92     |
| 21.  | Anna Slepowa         | 92     |
| 23.  | Natalja Korosteljowa | 80     |
| 24.  | Anastassija Kasakul  | 78     |
| 25.  | Marija Guschtschina  | 76     |
| 25.  | Marina Ziatkova      | 76     |
| 27.  | Alina Kashina        | 73     |
| 28.  | Oxana Glawatskich    | 67     |
| 29.  | Swetlana Nikolajewa  | 62     |
| 30.  | Elena Uskova         | 57     |